# Црква Светих Архангела у Великом Ропотову
Црква Светих Архангела у Великом Ропотову, насељеном месту на територији општине Косовска Каменица, на Косову и Метохији, представља непокретно културно добро као споменик културе.
Црква је подигнута у другој половини 19. века као једнобродна грађевина са наосом и припратом над чијом се југозападном страном налази галерија. У наосу и олтарском простору, као и на стубовима који подупиру лук што одваја наос од припрате сачуван је живопис као и иконостасна преграда из 1861. године са потписима сликара. Полуфигура Св. Арханђела Гаврила насликана је у плиткој ниши изнад улазног портала.

## Основ за упис у регистар
Одлука о утврђивању цркве Св. Арханђела за споменик културе, бр. 1425 (Сл. гласник РС бр. 51 од 13. 11. 1997. г.) Закон о културним добрима (Сл. гласник РС бр. 71/94).